# Comuna de Lipka
Lipka (polaco: Gmina Lipka) (Alemão: Linde) é uma gminy (comuna) na Polónia, na voivodia de Grande Polónia e no condado de Złotowski. A sede do condado é a cidade de Lipka.
De acordo com os censos de 2004, a comuna tem 5638 habitantes, com uma densidade 29,5 hab/km².

## Área
Estende-se por uma área de 191,01 km², incluindo:
- área agricola: 60%
- área florestal: 29%

## Demografia
Dados de 30 de Junho 2004:
|                      | Total   | Total | Mulheres | Mulheres | Homens  | Homens |
| -------------------- | ------- | ----- | -------- | -------- | ------- | ------ |
|                      | pessoas | %     | pessoas  | %        | pessoas | %      |
| População            | 5638    | 100   | 2805     | 49,8     | 2833    | 50,2   |
| Densidade (pop./km²) | 29,5    | 100   | 14,7     | 14,7     | 14,8    | 14,8   |

De acordo com dados de 2002, o rendimento médio per capita ascendia a 1419,78 zł.

## Comunas vizinhas
- Debrzno, Okonek, Sępólno Krajeńskie, Zakrzewo, Złotów